# Abusejo
Abusejo è un comune spagnolo di 249 abitanti situato nella comunità autonoma di Castiglia e León.